# Orient'Raid
L'Orient'Raid est un raid multi-sports par équipes qui a lieu au début de l'automne, dans la région de Montpellier (Hérault).

## Présentation
Il existe actuellement trois formats :
- Le raid "Elite" : par équipe de 2 coureurs + 1 assistant
- Le raid "Initié"
- Le raid "Découverte".

Les concurrents s'affrontent pendant deux jours (pour le raid "Elite") ou pendant la journée (pour les raid "Initié" ou "Découverte") en participant à des épreuves de course à pied, de course d'orientation, de VTT, de canoë et autres épreuves surprises.
Chaque équipe doit pointer le maximum de balises pour chacune des épreuves et doit franchir le plus rapidement possible la ligne d'arrivée. Mis à part les qualités physiques de chacun, les équipes qui grimperont sur le podium, seront les équipes ayant fait les meilleurs choix stratégiques en orientation.

## Histoire
Le MUC Orientation & Raids multisports est affilié à la Fédération française de course d'orientation (FFCO). Ainsi, toutes les épreuves d'orientation sont établies et tracées sur des cartes spécifiques (1/10 000 ou 1/15 000).
L'Orient'Raid est né en septembre 2007. Il a grandi pour ses trois premières éditions (2007, 2008 et 2009) dans les terres rouges du lac du Salagou. En 2010 et 2011, l'Orient'Raid rejoint Saint-Jean-de-Fos pour permettre la découverte de la vallée de l'Hérault et ses alentours. En 2012, accueillant la Finale du Challenge Nationale des Raids Multiports, l'Orient'Raid permettra La Traversée des Hauts cantons de l'Hérault.

## Palmarès
| Millésime                                                              | Dates              | Secteurs                                            | Vainqueurs          | Vainqueurs                                   | Vainqueurs            |
| Millésime                                                              | Dates              | Secteurs                                            | Homme               | Femme                                        | Mixte                 |
| ---------------------------------------------------------------------- | ------------------ | --------------------------------------------------- | ------------------- | -------------------------------------------- | --------------------- |
| Orient'Raid 2008                                                       | 9 et 10 octobre    | Clermont-l'Hérault, Hérault                         | Buff Coolma         |                                              |                       |
| Orient'Raid 2009                                                       | 9 et 10 octobre    | Clermont-l'Hérault, Hérault                         | Lozère Sport Nature |                                              |                       |
| Orient'Raid 2010                                                       | 25 et 26 septembre | Saint-Jean-de-Fos, Hérault                          | Lozère Sport Nature | Lozère Sport Nature                          | Salomon Raid Aventure |
| Orient'Raid 2011                                                       | 7 et 8 octobre     | Saint-Laurent-le-Minier, Saint-Jean-de-Fos, Hérault | Team Vibram Lafuma  | RaidLink's 07/Lozère Sport Nature (coéquipe) | Arverne Outdoor       |
| Orient'Raid 2012 Finale du championnat de France des raids multisports | 20 et 21 octobre   | La Salvetat-sur-Agout, Saint-Jean-de-Fos, Hérault   | Lozère Sport Nature | RaidLink's 07                                | Team Quechua          |